# Khakkhara

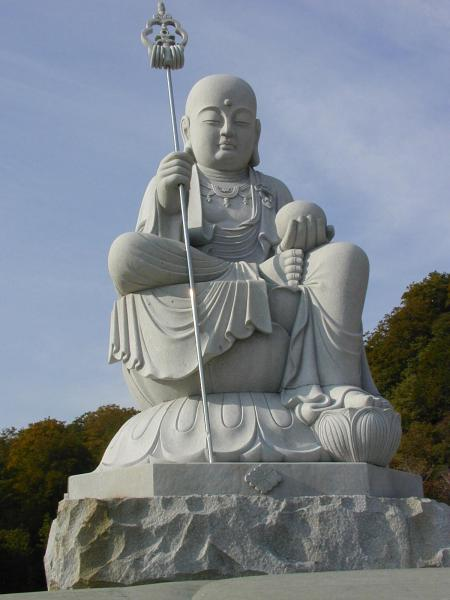
Statuia unui bodhisattva cu un khakkhara în mână.

Un khakkhara este un sceptru ornamentat cu clopoței sub forma unor inele, fiind utilizat în budism. Acest tip de sceptru provine din India și este folosit de preoții și călugării budiști, în special de starețul de la templu, pe post de armă sau în ritualurile ce țin de invocarea divinităților sau de exorcism. Khakkhara este folosit mai ales de călugării budiști din Asia de Est, în special cei din Școala Shaolin .